# Bandy i Slovakien
Bandy i Slovakien är en relativt ny företeelse. Som en del av Tjeckoslovakien spelades det dock till slutet av 1920-talet, några år längre än i den tjeckiska delen. Första officiella matchen spelades 18 december 1921.
I maj 2017 debuterade Slovakien internationellt genom att i Nymburk spela en vänskapslandskamp i rinkbandy mot hemmalaget Tjeckien. Slovakien förlorade matchen som slutade 7–3 till Tjeckien. Ett mål var att delta i VM 2018. NASE spol. s.r.o, som ägs av förbundets (Slovenská asociácia Bandy) ordförande Lukáš Vépy är en del av att utveckla slovakisk bandy. Hans far Ľudovít är förbundets vice ordförande, Mário Krist (som även är den första domaren och som kommer från streethockey) sekreterare och Alexander Tóth revisor. Den första klubben heter NASE o.z. och finns där förbundet har sitt säte, Trenčianske Teplice. Klubbar finns också i Senica, Skalica och Bratislava, där det finns två, varav den ena har tagit sitt namn efter stadsdelen Devínska Nová Ves.Tidigare fanns en klubb i Trenčín.
Slovakien har nu blivit FIB-medlem. Till säsongen 2019–2020 värvades Peter Beneš som första spelare till en utländsk klubb, närmare bestämt Västanfors.